# Glaessneropsidae
Famille
Les Glaessneropsidae sont une famille éteinte de crabes du Crétacé et du Jurassique. Elle comprend onze espèces dans cinq genres.

## Liste des genres
- †Ekalakia Bishop, 1976
- †Glaessneropsis Patrulius, 1959
- †Rathbunopon Stenzel, 1945
- †Vectis Withers, 1946
- †Verrucarcinus Schweitzer & Feldmann, 2009

## Référence
- Patrulius, 1959 : Contribution à la systématique des Décapodes néojurassiques. Revue de Géologie et Géographie, vol. 3, p. 249–257.

## Source
- (en) De Grave & al., 2009 : A Classification of Living and Fossil Genera of Decapod Crustaceans. Raffles Bulletin of Zoology Supplement, n. 21, p. 1-109.